# Долинская городская община (Ивано-Франковская область)
Долинская городская общи́на (укр. Долинська міська громада) — территориальная община в Калушском районе Ивано-Франковской области Украины.
Административный центр — город Долина.
Население составляет 48644 человека. Площадь — 351,6 км².

## Населённые пункты
В состав общины входят 1 город (Долина) и 21 село:
- Белеев
- Великая Турья
- Герыня
- Гошев
- Грабов
- Диброва
- Княжелука
- Кривая
- Лопянка
- Малая Турья
- Надиев
- Новичка
- Оболонье
- Подбережье
- Рахиня
- Слобода-Долинская
- Солуков
- Тростянец
- Тяпче
- Яворов
- Якубов